# بالدئو داس بیرلا

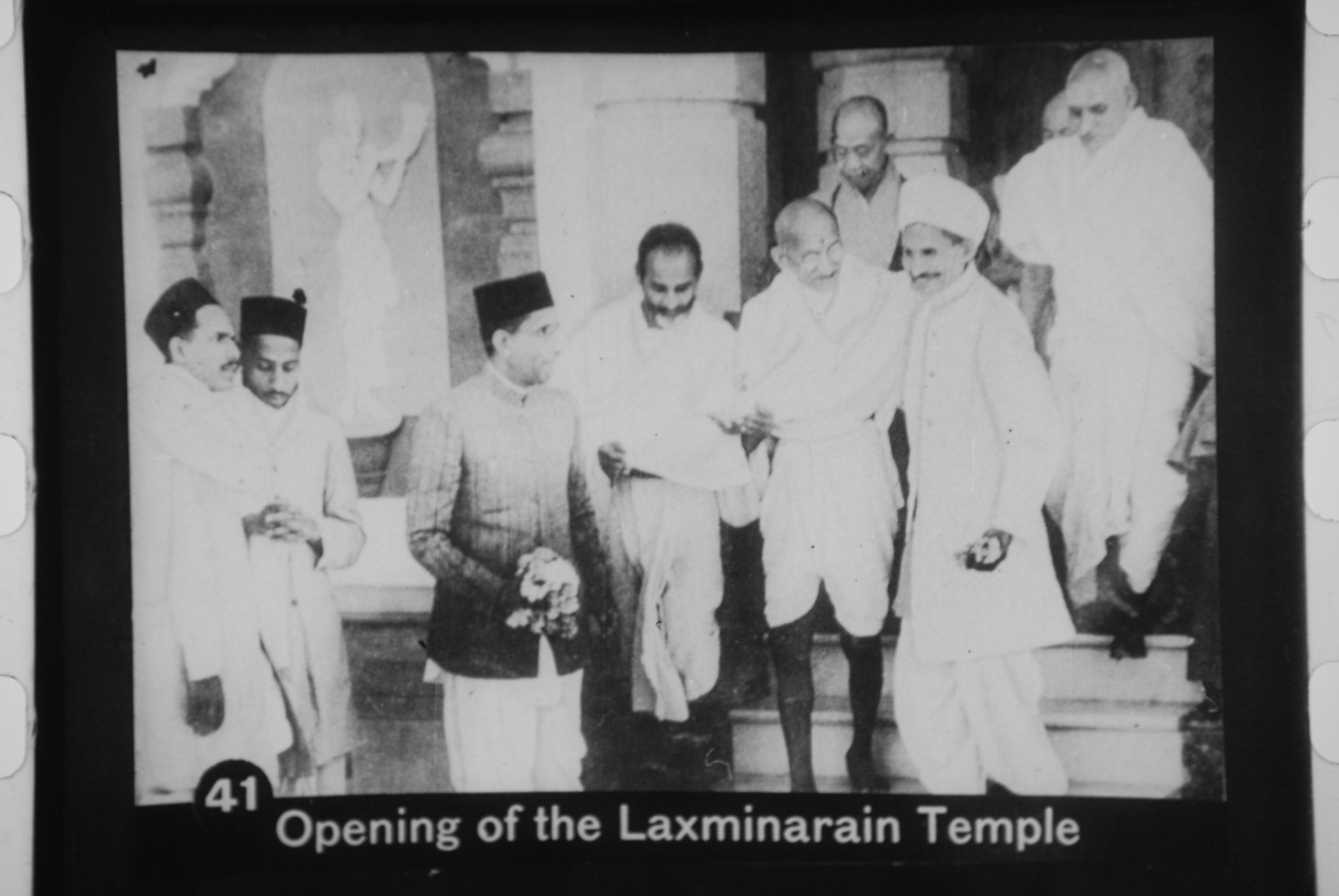
گاندی در حال افتتاح معبد Laxminarayan، دهلی، 1938.

بالدئو داس بیرلا (انگلیسی: Baldeo Das Birla؛ ۱۸۶۳ – ۱۹۵۶) کارآفرین اهل هند بود، که در سال ۱۹۱۰ شرکت بیرلا را تأسیس کرد.